# جامعة مسيسيبي
جامعة مسيسيبي (بالإنجليزية: University of Mississippi)‏ هي جامعة بحثية أمريكية عامة مقرها مدينة أكسفورد بولاية مسيسيبي الأمريكية، وهي أكبر جامعات ولاية مسيسيبي، ويدرس بها 24,250 طالب، وفقًا لإحصاء خريف 2016.

## خريجون بارزون
- ويليام فوكنر: الروائي الأمريكي الفائز بجائزة نوبل في الأدب سنة 1949. التحق بالجامعة لكنه لم يستكمل دراسته فيها، وعمل مديرًا لمكتب بريد الجامعة في الفترة من 1921 إلى 1924.[7]
- الروائي جون غريشام: حصل على درجة الدكتوراه في القانون من مدرسة الحقوق بالجامعة.[8]
- ماهيش بوباثي: لاعب كرة مضرب هندي، حصل على 12 بطولة غراند سلام.
- تلقت الممثلة كيت جاكسون، إحدى نجمات مسلسل ملائكة تشارلي تعليمها بالجامعة.

## وصلات خارجية
- الموقع الرسمي (بالإنجليزية)